# Оливейра-ди-Фрадиш
Оливе́йра-де-Фра́деш, в порт.-браз. произношении Оливе́йра-ди-Фра́дис или Оливе́йра-ди-Фра́диш (порт. Oliveira de Frades; [oli'vɐiɾɐ dɨ 'fɾadɨʃ]) — посёлок городского типа в Португалии, центр одноимённого муниципалитета в составе округа Визеу. Находится в составе крупной городской агломерации Большое Визеу. По старому административному делению входил в провинцию Бейра-Алта. Входит в экономико-статистический субрегион Дан-Лафойнш, который входит в Центральный регион. Численность населения — 2,4 тыс. жителей (посёлок), 10,6 тыс. жителей (муниципалитет) на 2001 год. Занимает площадь 147,45 км².
Праздник посёлка — 7 октября.

## Расположение
Посёлок расположен в 23 км на северо-запад от адм. центра округа города Визеу.
Муниципалитет граничит:
- на северо-востоке — муниципалитеты Сан-Педру-ду-Сул , Возела
- на юго-востоке — муниципалитет Возела
- на юге — муниципалитет Тондела
- на юго-западе — муниципалитет Агеда
- на западе — муниципалитет Север-ду-Вога
- на северо-западе — муниципалитет Вале-де-Камбра

## История
Посёлок основан в 1836 году.

## Транспорт
| Численность населения муниципалитета по годам | Численность населения муниципалитета по годам | Численность населения муниципалитета по годам | Численность населения муниципалитета по годам | Численность населения муниципалитета по годам | Численность населения муниципалитета по годам | Численность населения муниципалитета по годам | Численность населения муниципалитета по годам | Численность населения муниципалитета по годам |
| --------------------------------------------- | --------------------------------------------- | --------------------------------------------- | --------------------------------------------- | --------------------------------------------- | --------------------------------------------- | --------------------------------------------- | --------------------------------------------- | --------------------------------------------- |
| 1801                                          | 1849                                          | 1900                                          | 1930                                          | 1960                                          | 1981                                          | 1991                                          | 2001                                          | 2004                                          |
| 656                                           | 10 898                                        | 9168                                          | 10 468                                        | 10 858                                        | 10 391                                        | 10 584                                        | 10 584                                        | 10 597                                        |

## Состав муниципалитета
В муниципалитет входят следующие районы:
1. Арка
2. Аркозелу-даш-Майаш
3. Дештриш
4. Оливейра-де-Фрадеш
5. Пиньейру
6. Рейгозу
7. Рибейрадиу
8. Сежайнш
9. Соту-де-Лафойнш
10. Сан-Жуан-да-Серра
11. Сан-Висенте-де-Лафойнш
12. Варзиелаш